# Aleurocanthus gordoniae
Aleurocanthus gordoniae là một loài côn trùng cánh nửa trong họ Aleyrodidae, phân họ Aleyrodinae.
Aleurocanthus gordoniae được Takahashi miêu tả khoa học đầu tiên năm 1941.